# Griwino (Kaliningrad)
Griwino (russisch Гривино, deutsch Girrehnen, 1938 bis 1945 Güldengrund, auch: Meschken, 1938 bis 1945 Meschenhof, litauisch Girėnai, auch: Meškiai) ist ein Ort in der russischen Oblast Kaliningrad. Er wird aus zwei früher eigenständigen Ortsteilen gebildet und gehört zur kommunalen Selbstverwaltungseinheit Stadtkreis Neman im Rajon Neman.

## Geographische Lage
Griwino liegt am Südufer der Inster (russisch: Instrutsch), 24 Kilometer südöstlich der Kreisstadt Neman (Ragnit) an der Kommunalstraße 27K-051, welche die Regionalstraße 27A-033 (ex A198) bei Schmeljowo (Warnen) mit der Kommunalstraße 27K-187 bei Malomoschaiskoje (Naujeningken/Neusiedel) verbindet. Bis 1945 war Uljanowo (Kraupischken/Breitenstein) die nächste Bahnstation an den Bahnstrecken Kraupischken/Breitenstein–Ragnit sowie Insterburg–Kraupischken/Breitenstein der Insterburger Kleinbahnen.

## Geschichte

### Girrehnen (Güldengrund)
Der südliche Ortsteil der heutigen Siedlung Griwino trug einst den Namen Girrehnen und war ein eigenständiges Dorf. Zwischen 1874 und 1945 war es Amtssitz und namensgebend für einen Amtsbezirk, der – ab 1939 „Amtsbezirk Güldengrund“ genannt – bis 1922 zum Kreis Ragnit, danach zum Landkreis Tilsit-Ragnit im Regierungsbezirk Gumbinnen der preußischen Provinz Ostpreußen gehörte. Im Jahre 1910 zählte Girrehnen 254 Einwohner.
Am 30. September 1928 wurde das Nachbargutsdorf Meschken eingemeindet. Die Einwohnerzahl stieg bis 1933 auf 283 und belief sich 1939 noch auf 265.
Am 3. Juni 1938 wurde das Dorf aus politisch-ideologischen Gründen der Vermeidung fremdländisch klingender Ortsnamen in Güldengrund umbenannt. Im Jahre 1945 kam der Ort innerhalb des nördlichen Ostpreußens in Kriegsfolge zur Sowjetunion.

#### Amtsbezirk Girrehnen/Güldengrund (1874–1945)
Zwischen 1874 und 1945 bestand ein eigener Amtsbezirk Girrehnen, der am 18. April 1939 in „Amtsbezirk Güldengrund“ umbenannt wurde. Ursprünglich waren 14 Dörfer eingemeindet, am Ende waren es noch zehn:
| Name                                  | Änderungsname 1938 bis 1946 | Russischer Name           | Bemerkungen                                     |
| ------------------------------------- | --------------------------- | ------------------------- | ----------------------------------------------- |
| Alt Wischteggen                       | Altweiden                   |                           |                                                 |
| Girrehnen                             | Güldengrund                 | Griwino                   |                                                 |
| Groß Pillkallen                       | Kallenfeld                  | Meschduretschje           |                                                 |
| Kauschen, Landgemeinde                |                             | Kaschino                  |                                                 |
| Kauschen, Gut                         |                             |                           | 1928 in die Landgemeinde Kauschen eingegliedert |
| Matterningken                         | Matterningen                |                           |                                                 |
| Meschken                              | Meschenhof                  | Malinowka, jetzt: Griwino | 1928 nach Girrehnen eingegliedert               |
| Opehlischken                          | Opeln                       |                           |                                                 |
| Paszleidszen, 1936–38: Paschleidschen | Paßleiden                   |                           |                                                 |
| Schönwiese                            |                             | Gorkowskoje               | ab 1931 zu Bergental zugehörig                  |
| Schuppinen, Ksp. Kraupischken         | Kleinbergental              | Dubowskoje                | ab 1931 zu Bergental zugehörig                  |
| Spirginnen                            | Hasenflur                   |                           |                                                 |
| Tutteln                               |                             |                           | 1929 in die Landgemeinde Kauschen eingegliedert |
| Werxnupönen                           | Langenort                   |                           |                                                 |
| vor 1908: Suttkehmen                  | Mühlpfordt                  |                           |                                                 |

Am 1. Januar 1945 waren in den Amtsbezirk Güldengrund noch eingegliedert: Altweiden, Bergental, Güldengrund, Hasenflur, Kallenfeld, Kauschen, Langenort, Mühlpfordt, Opeln und Paßleiden.

### Meschken (Meschenhof) / Malinowka
Das einstige Gutsdorf Meschken lag nördlich von Girrehnen und wurde 1874 in den Amtsbezirk Girrehnen (1939 bis 1945 „Amtsbezirk Güldengrund“) eingegliedert. Bis 1922 gehörte es somit zum Kreis Ragnit, danach bis 1945 zum Landkreis Tilsit-Ragnit im Regierungsbezirk Gumbinnen der preußischen Provinz Ostpreußen. Meschken zählte 1910 insgesamt 73 Einwohner.
Meschken gab am 30. September 1928 seine Eigenständigkeit auf und wurde nach Girrehnen eingemeindet. Am 3. Juni 1938 erhielt das Dorf den neuen Namen Meschenhof. 1945 wurde es der Sowjetunion zugeordnet. Im Jahr 1950 erhielt der Ort wieder eigenständig den russischen Namen Malinowka und wurde gleichzeitig in den Dorfsowjet Luninski im Rajon Sowetsk eingeordnet.

### Griwino
Im Jahre 1947 erhielt Girrehnen den russischen Namen Griwino und wurde gleichzeitig in den Dorfsowjet Uljanowski selski Sowet im Rajon Sowetsk eingeordnet. Später gehörte der Ort zum Luninski selski Sowet und es wurde der Ort Malinowka (wieder) an Griwino angeschlossen. Von 2008 bis 2016 gehörte Griwino zur Landgemeinde Luninskoje selskoje posselenije und seither zum Stadtkreis Neman.

## Kirche
Mit ihrer fast ausnahmslos evangelischen Bevölkerung waren Girrehnen resp. Güldengrund und Meschken resp. Meschenhof bis 1945 in das Kirchspiel der Kirche Kraupischken (der Ort hieß zwischen 1938 und 1946: Breitenstein, heute russisch: Uljanowo) eingepfarrt. Sie gehörte zur Diözese Ragnit im Kirchenkreis Tilsit-Ragnit innerhalb der Kirchenprovinz Ostpreußen der Kirche der Altpreußischen Union. Heute liegt Griwino im Einzugsbereich der in den 1990er Jahren neu entstandenen evangelisch-lutherischen Gemeinde in Schtschegly (Saugwethen, 1938 bis 1946 Saugehnen) innerhalb der Propstei Kaliningrad (Königsberg) der Evangelisch-lutherischen Kirche Europäisches Russland.